# Ambrosio Rianzares Bautista
Ambrosio Rianzares Bautista Altamira (Biñán, La Laguna, 17 de diciembre de 1830-ibid.,  4 de diciembre de 1903), también conocido como Don Bosyong, fue un abogado, político y héroe de la revolución filipina. Fue el redactor del  Acta de la Declaración de Independencia, que él mismo leyó el 12 de junio de 1898 durante la proclamación de la independencia en Kawit.

## Biografía
Bautista nació el 17 de diciembre de 1830 en Biñán, La Laguna, hijo de Gregorio Bautista y Silvestra Altamira.
Poco se sabe sobre sus primeros años. Debió haber completado su educación inicial en una escuela de su ciudad natal para luego ingresar en la Universidad de Santo Tomás, donde obtuvo el título de Licenciado en Derecho.

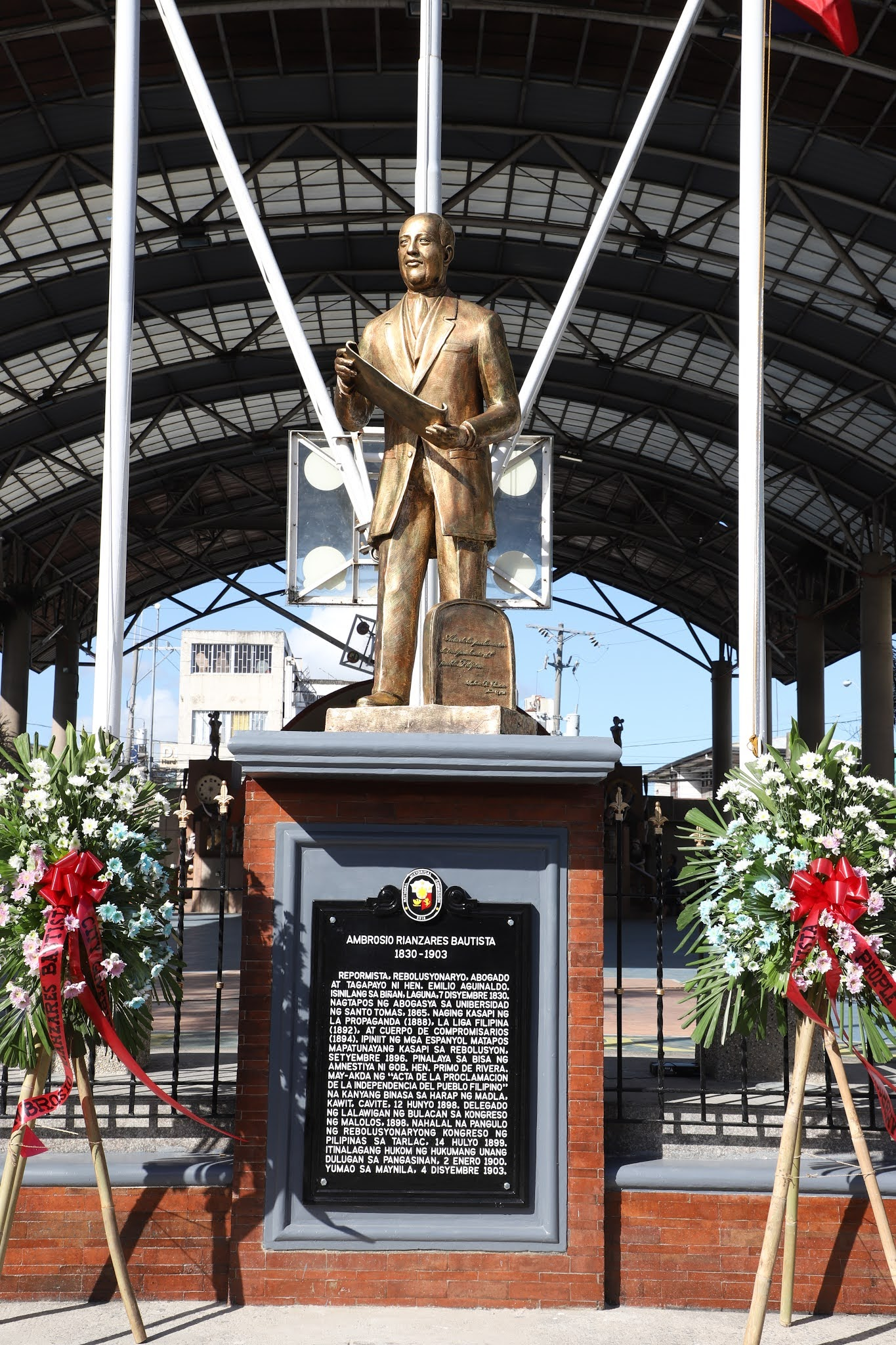
Monumento de Ambrosio Rianzares Bautista en Biñán, su ciudad natal.

Bautista era un hombre generoso y popular entre los campesinos y trabajadores, ya que a menudo les brindaba asesoramiento y servicios legales de forma gratuita. Una vez, Bautista fue capturado por un grupo de bandidos cuando se dirigía a Malolos. Cuando los bandidos supieron que era el famoso "Don Bosyong", que había salvado a muchos de sus amigos y defendido a los pobres en numerosos juicios, inmediatamente se disculparon y lo liberaron.
En una reunión en Tondo, Manila, el 3 de julio de 1892, José Rizal fundó la Liga Filipina, asociación patriótica de breve existencia de la que Bautista fue elegido como uno de los oficiales. Tres días después de la reunión, Rizal fue arrestado por órdenes del Gobernador de Filipinas, el general Eulogio Despujol y Dusay y deportado a Dapitan, Zamboanga del Norte, disolviéndose la Liga.
Sus miembros más conservadores, entre ellos Bautista, organizaron un "Cuerpo de Compromisarios", aportando fondos para financiar La Solidaridad. Otros, como Andrés Bonifacio, en desacuerdo con las posturas pacíficas de Rizal, fundaron la sociedad secreta Katipunan, de tintes masónicos, que derivó a grupo guerrillero en busca de un levantamiento armado por la independencia de Filipinas.  
Cuando estalló la Revolución filipina en agosto de 1896, fue uno de los "más buscados" por las autoridades españolas, por su participación en diversas organizaciones patrióticas. Fue encarcelado en el Fuerte de Santiago. Abogado brillante, expuso su caso con gran elocuencia y lógica. Finalmente, tras concluir los investigadores que la rebelión "no era en realidad contra España, sino una petición ciega y desesperada de reformas" en Filipinas, fue puesto en libertad.
Tras salir de prisión, se escondió inmediatamente en Malabón. Más tarde, una segunda orden de arresto en su contra fue lo que permitió a las autoridades comprobar que Bautista estaba realmente involucrado en la lucha, aunque esta vez los agentes de la ley no pudieron encontrarlo.
Cuando el gobernador general Fernando Primo de Rivera proclamó una amnistía general de conformidad con el Pacto de Biak-na-Bató, firmado el 14 de diciembre de 1897, Bautista aprovechó la misma y regresó a su ciudad natal Biñán.
En Biñan, Laguna, Bautista siguió con atención los acontecimientos nacionales, en particular el inminente estallido de las hostilidades hispanoamericanas y la derrota de la armada española a manos de la armada estadounidense al mando del comodoro George Dewey durante la batalla de la bahía de Manila el 1 de mayo de 1898.
Cuando Bautista se enteró de que Aguinaldo había regresado a Cavite desde Hong Kong el 19 de mayo de 1898, fue rápidamente a verlo y a ofrecerle sus servicios. Aguinaldo lo recibió con gentileza, pues necesitaba un asesor, especialmente uno que fuera abogado. Fue nombrado auditor general de guerra y se le pidió que asesorara sobre el proyecto de constitución preparado por Mariano Ponce en Hong Kong. Después de estudiar la constitución de Ponce, Bautista convenció a Aguinaldo de que se postergara su implementación. Creyendo que un gobierno constitucional no sería viable debido a las turbulentas condiciones del momento, le aconsejó que estableciera un régimen dictatorial.
Bautista no sólo actuó como asesor de Aguinaldo, sino que también redactó varios documentos estatales importantes. Uno de los más famosos fue la Declaración de Independencia de Filipinas. Como delegado especial, leyó el documento durante la proclamación de la independencia en la residencia de Aguinaldo en Kawit, Cavite, en la tarde del domingo 12 de junio de 1898, en presencia de una multitud que también presenció el despliegue de la bandera filipina y la interpretación del himno nacional.

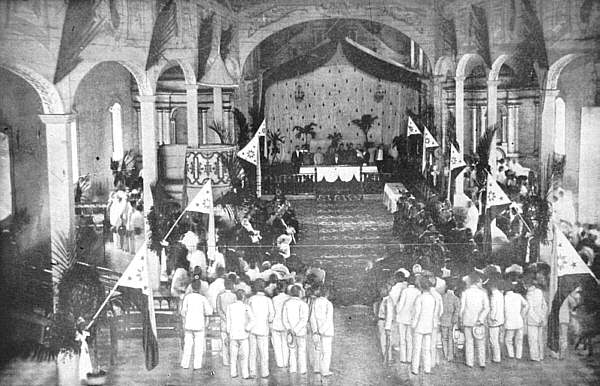
Congreso de Malolos

Después de la celebración de la independencia, Bautista fue reemplazado por Apolinario Mabini como asesor principal de Aguinaldo. Como miembro destacado del Congreso Revolucionario en Malolos, Bautista demostró su inteligencia durante las deliberaciones sobre los temas más importantes. Posteriormente, el 14 de junio de 1899, fue elegido presidente del Congreso Revolucionario reunido en Tarlac, en reemplazo de Pedro Paterno, quien había reemplazado a Mabini como primer ministro y jefe del gabinete. De esta manera, Bautista se convirtió en el segundo presidente del Congreso de Malolos.
Cuando terminó la guerra filipino-estadounidense y se restablecieron la paz y el orden, Bautista colaboró con las autoridades estadounidenses en la rehabilitación y reconstrucción de su país devastado por la guerra. Fue nombrado juez del Tribunal de Primera Instancia de Pangasinan.

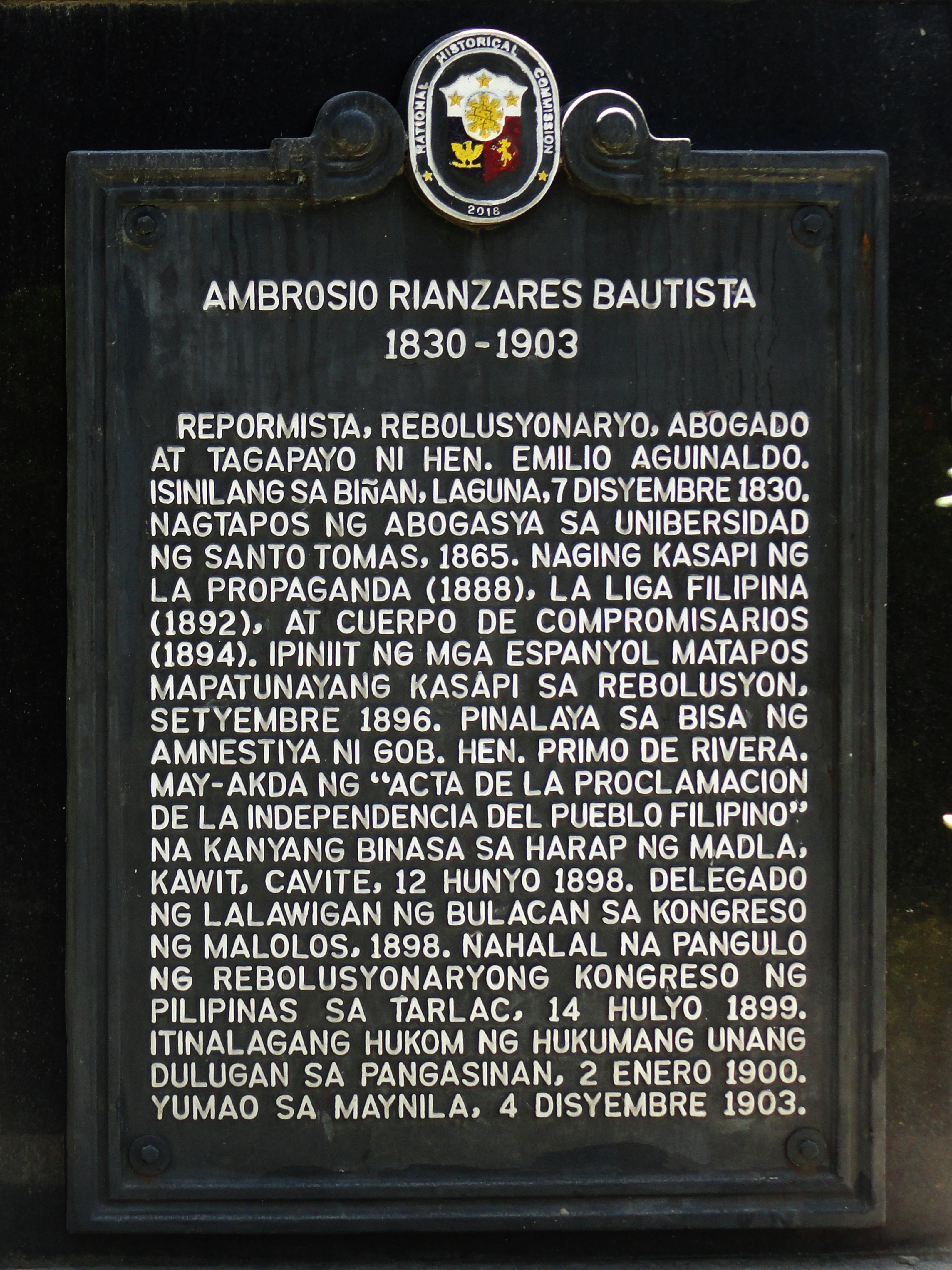
Marcador histórico del monumento a Bautista

Murió al sufrir una caída fatal desde un carruaje tirado por caballos el 4 de diciembre de 1903